# Pause (Einheit)
Pause war ein Feldmaß im Kanton Neuchâtel. Das Maß gab es schon während der preußischen Herrschaft.
- 1 Pause = 27,02 Ar

Die Maßkette war
- 1 Juchart/Faux (Morgen) = 2 Pauses = 16 Perches = 256 Pieds = 256 Quadrat-Ruten = 54,0372 Ar